# Rema-Kalenga Wildlife Sanctuary

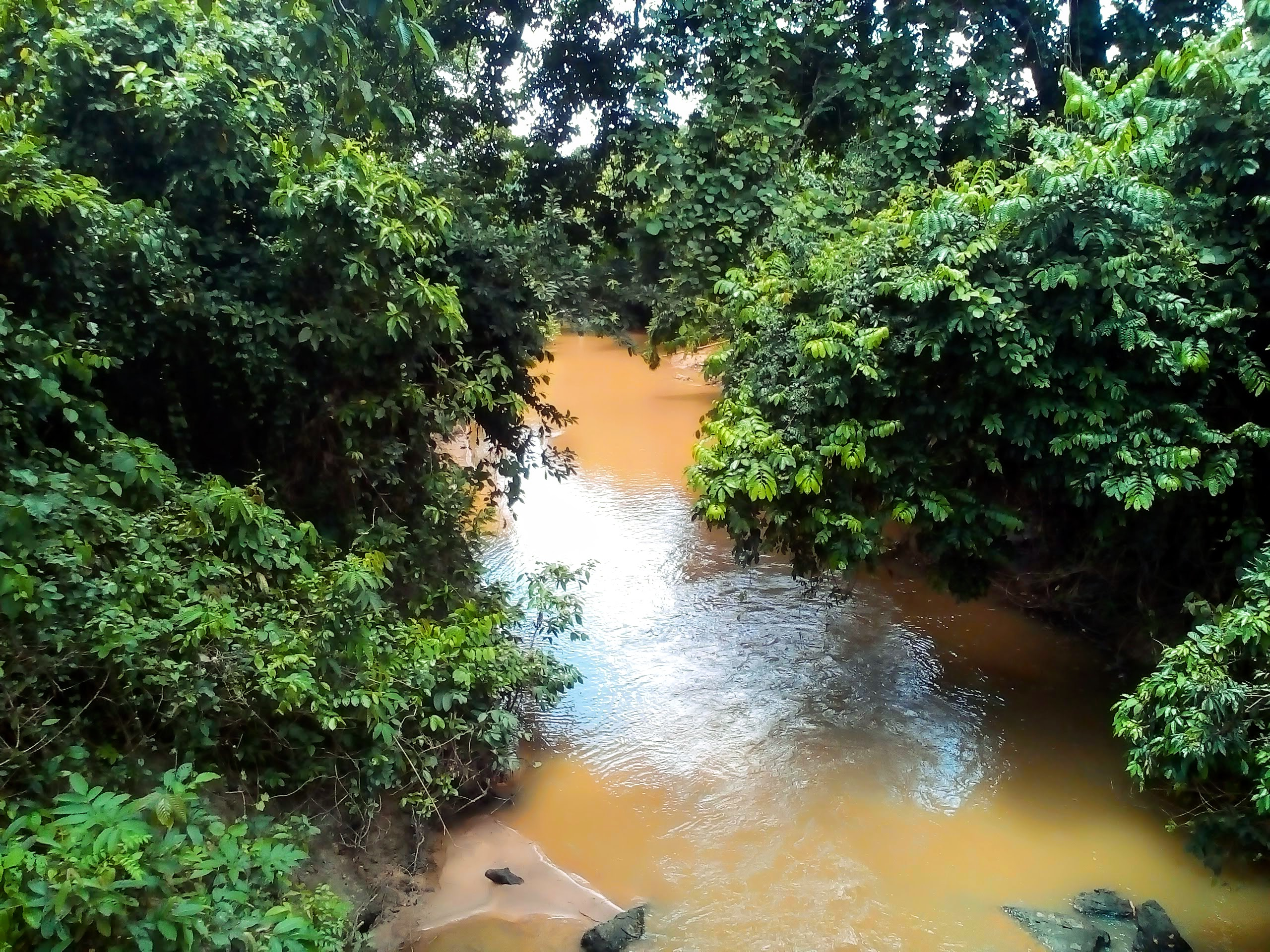
Wasserlauf im Schutzgebiet

Das Rema-Kalenga Wildlife Sanctuary liegt im Osten von Bangladesch, etwa 130 km nordöstlich der Hauptstadt Dhaka an der Grenze zu Indien. Es befindet sich im Distrikt Habiganj innerhalb der Division Sylhet.

## Geschichte und Geographie
Das Wildschutzgebiet wurde 1982 mit einer Fläche von 1095 Hektar ausgewiesen und 1996 auf eine Fläche von 1795 Hektar erweitert. Es ist Teil des 1927 ausgewiesenen Tarap Hill Reserve Forest. Landwirtschaftsflächen innerhalb des Schutzgebiets machen etwa 5 % der Fläche aus und befinden sich im Norden. Westlich und nördlich an das Gebiet angrenzend befinden sich ebenfalls Teeplantagen. Die Böden des Schutzgebiets bestehen aus tonigem Lehm und sandigem Lehm auf den Hügeln mit niedrigem pH-Wert. Die Regenzeit dauert von April bis September.

## Flora und Fauna
Im Schutzgebiet finden sich über 600 Pflanzenarten, darunter 92 von 108 Arten, die auf der nationalen Roten Liste stehen. Dominierende Arten im Tropischen Regenwald des Wildschutzgebiets sind die Brotfruchtbaumart Artocarpus chaplasha, die Zweiflügelfruchtbaumart Dipterocarpus turbinatus, das Teestrauchgewächs Schima wallichii, die Rosenapfelbaumart Dillenia pentagyna und Aporosa dioica. Das Unterholz setzt sich dagegen aus Akanthus-, Röte, Sauergras-, Ingwer- und Aronstabgewächsen sowie Korbblütlern und Süßgräsern zusammen. Darüber hinaus ist der Wald reich an Orchideen, Farnen und weiteren Epiphyten (Aufsitzerpflanzen).
Die Fauna umfasst unter anderem mindestens 196 Vogel- und 20 Säugetierarten sowie 74 Schmetterlingsarten. Im Schutzgebiet findet sich eine der letzten Kolonien des vom Aussterben bedrohten Bengalgeiers in Bangladesch. Der Artbestand nahm seit 1990 in Südasien um 99 % ab. Ursache ist das bei Rindern eingesetzte Medikament Diclofenac, dessen Einsatzverbot rund um das Gebiet zum Schutz der Geier durchgesetzt wird. Potentiell gefährdet ist zudem das Schwarze Riesenhörnchen. Innerhalb von Bangladesch kommt es fast ausschließlich im Rema-Kalenga Wildlife Sanctuary vor. Darüber hinaus bieten die Wälder einigen gefährdeten Primatenarten Schutz wie dem stark gefährdeten Bengalischen Plumplori und Phayre-Brillenlangur, dem gefährdeten Nördlichen Schweinsaffen und Kappenlangur, sowie dem potentiell gefährdeten Assam-Makaken. Auch die gefährdete Fischkatze findet sich im Wildschutzgebiet. Inzwischen verschwunden sind die bis in die 1960er in den Wäldern gejagten Leoparden und Königstiger.

Gefährdete Tierarten im Schutzgebiet
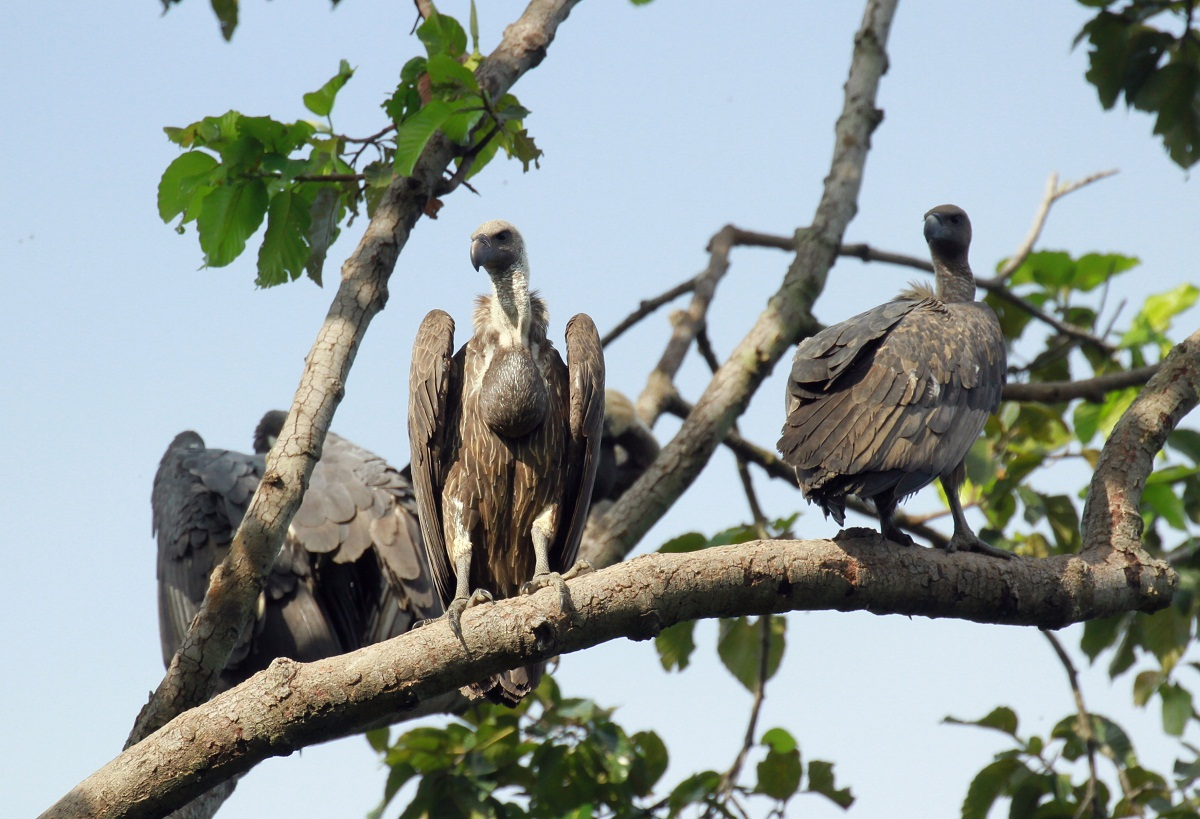
Eine Gruppe Bengalgeier
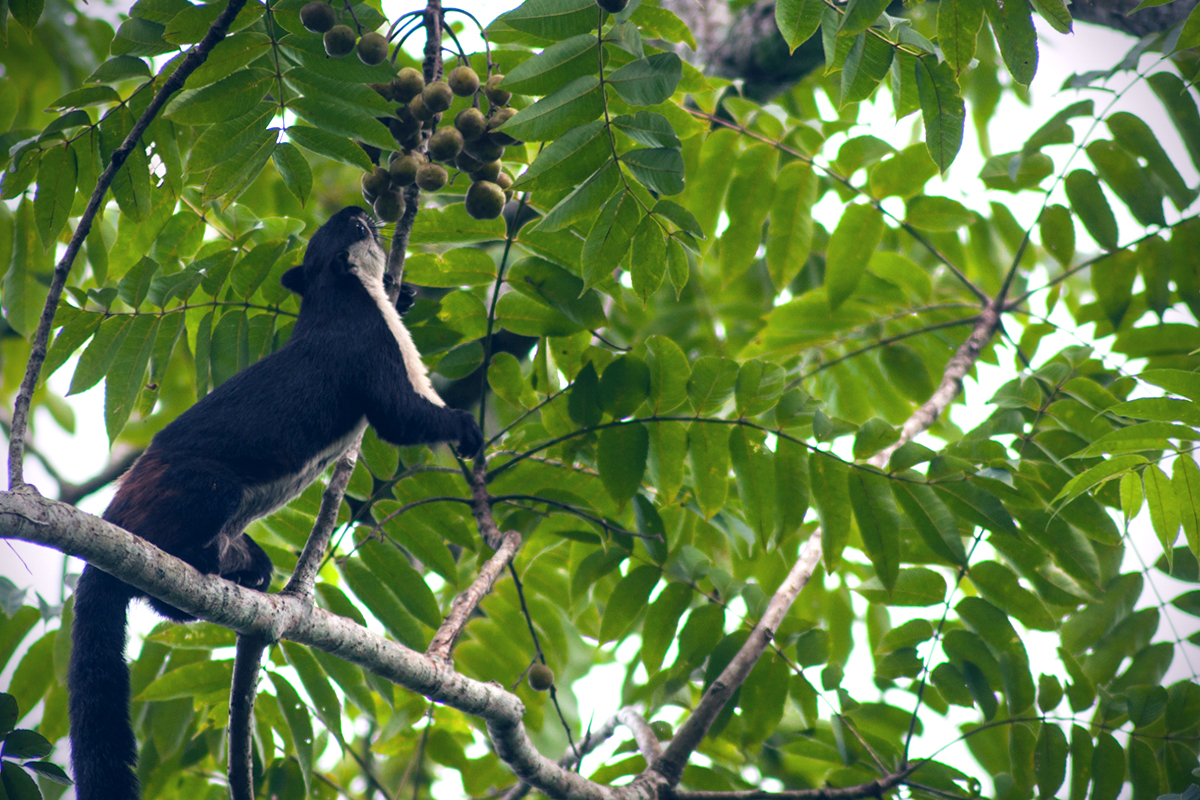
Schwarzes Riesenhörnchen auf Nahrungssuche
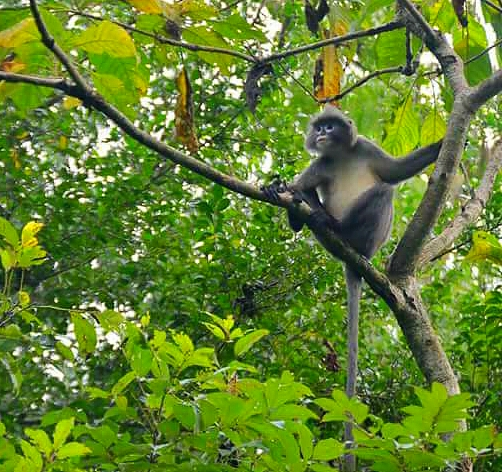
Phayre-Brillenlangur